# Marie Colombu
Marie Colombu, née à la fin du XVIe siècle, est nommée maîtresse déléguée de l'atelier de monnaie de Nantes. Son patronyme figure sur le différent monétaire de l'atelier.

## Biographie
Marie Colombu est l'épouse de François Ollivier, maître de la monnaie à Nantes en 1614 et commerçant de vin et céréales. Elle est mère de trois enfants  : Marie baptisée en 1607 et Catherine baptisée 1612 à Sainte Croix, ainsi que François "le jeune", dont la date et le lieu de naissance sont inconnus.

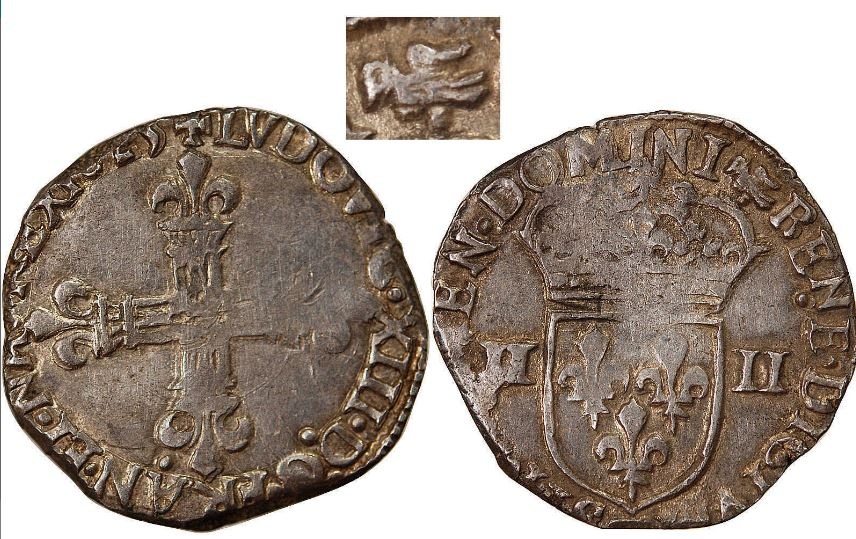
Quart d’écu d’argent frappé à Nantes en 1625 sous l’autorité de Marie Colombu procuratrice générale de François Ollivier, maître de la Monnaie

Son mari développe ses affaires avec l’Espagne, la Flandre, le Portugal et  la Hollande, notamment dans le commerce du vin et des céréales, il étend ces affaires jusqu'à Terre-Neuve.
Le développement de ses affaires l'oblige à s'absenter fréquemment et sur de longues périodes. Pour pallier son absence, il désigne son épouse Marie Colombu comme procuratrice générale. Lors des absences de son époux, elle le représente notamment à l'atelier de monnaie.
En 1618, son mari change son différent monétaire par un pigeon. Celui-ci représente le nom de son épouse Marie Colombu. Le mot  « Colombus » veut dire « pigeon » en latin, ce qui peut témoigner de son engagement à inclure son épouse dans ces affaires. Les archives du cours des monnaies cite à plusieurs reprises Marie Colombu comme remplaçante de son mari en 1623, 1624 et 1625. Marie Colombu est probablement l'unique maîtresse de la Monnaie de l'histoire de France.
En 1626, elle reçoit le juge de la garde royale dans son atelier de monnaie. En 1627, un notaire certifie les outils de l'atelier comme conforme à la création de monnaie.